# معركة أولم
مَعْرَكة أولمْ (بالفرنسية: Bataille d'Ulm)، عِبارة عنْ سِلسِلة منَ المواجَهات التي دَارَتْ رَحَاها بَين 19-16 منْ شَهر أكتوبر، 1805 حَولَ مدِينة أولم من ألمانيا الحالية في نهاية حَملة أولم، والَتي قامَ فيها نابليون الأول بِمُحاصَرة جَيش نمساوي بأكمله تحتَ قيادة كارل ماك فون بأقل قدر من الخَسائر وإجباره على الاستِسلام أثناء حَرب التحالف الثالثة خِلال فَترة الحَروب النابليونية. 

## خلفية
في عام 1805، شكلت المملكة المتحدة والإمبراطورية النمساوية والسويد والإمبراطورية الروسية التحالف الثالث للإطاحة بالإمبراطورية الفرنسية.  عندما انحازت بافاريا إلى جانب نابليون، غزا الجَيش النمساوي، البالغ قِوامه 72000 جندي تحت قيادة كارل ماك فون، قبل أن يَحين الاوان كون الروس كانوا لا يزالون يسيرون عبر بولندا. توقع النمساويون أن تحدث المعارك الرئيسية للحرب في شمال إيطاليا، وليس ألمانيا، وكان الغرض منها فقط حماية جبال الألب من القوات الفرنسية. 
تقول إحدى الأساطير المشهورة ولكنها ملفقة أن النمساويين كانوا يستخدمون التقويم الغريغوري، وكان الروس لا يزالون يستخدمون التقويم اليولياني. هذا يعني أن تواريخهم لم تتطابق، لهذا دخل النمساويين في صراع مع الفرنسيين قبل أن يَصل الروس.  رفض الباحث فريدريك كاغان هذا التفسير البسيط وغير المحتمل لكون الجيش الروسي بعيدًا عن الجَيش النمساوي ووصفه بأنه «أسطورة غريبة».

### نابليون

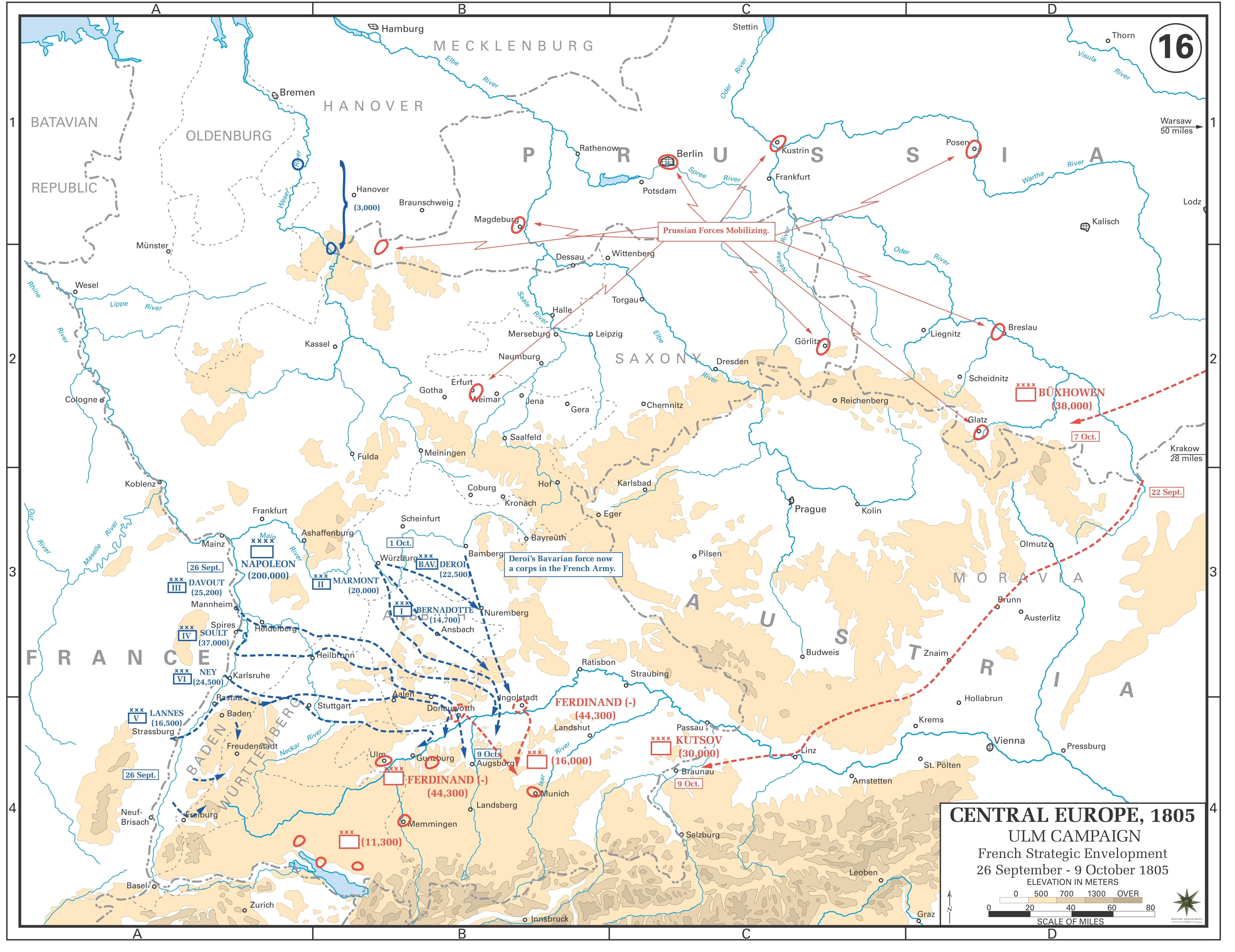
حَملة أولم.

كان لدى نابليون 177000 جُندي من الجيش الكبير في بولوني، على استعداد لغزو إنجلترا.  ساروا جنوبًا في 27 أغسطس وبحلول 24 سبتمبر كانوا مستعدين لعبور نهر الراين من مانهايم إلى ستراسبورغ. بعد عبور نهر الراين، تَحرك الجزء الأكبر من الجيش الفرنسي على شَكل عجلة عملاقة على اليمين من اجل ان تَصل اغلب قواته في أن واحد إلى نهر الدانوب، متجهًا إلى الجنوب.  في 7 أكتوبر، علم ماك أن نابليون خطط لعبور نهر الدانوب من أجل السير حول جناحه الأيمن لعزله عن الروس الذين كانوا يسيرون عبر فيينا. وفقًا لذلك، غَير المقدمة، ووضع يساره في أولم ويمينه عند الراين، لكن الفرنسيين عبروا نهر الدانوب في نويبورغ ودوناوفورت وإنغولشتات.  غير قادر على وقف التَقدم الفرنسي، تخلى قائد الفيلق النمساوي مايكل فون كينماير عن مواقعه على طول النهر وهرب إلى ميونيخ. 
في 8 أكتوبر، تم تَدمير فرقة فرانز أوفنبرغ بالكامل من قبل فيلق الخَيالة الفرنسي بقيادة يواكيم مورات والفيلق الخامس بقيادة جان لانيس في معركة ويرتينجن. في اليوم التالي، حاول ماك عبور نهر الدانوب والتحرك شمالًا. هُزِم في معركة غونزبورغ من قبل فرقة جان بيير مالهير التابعة للفيلق السادس بقيادة ميشيل ناي والتي كانت لا تزال تعمل على الضفة الشمالية.  خلال العملية، استولى الفرنسيون على الجسر الواقع على الضفة الجنوبية. بعد الانسحاب إلى أولم، حاول ماك الهروب إلى الشمال، ولكن تم صَد جيشه من قبل فرقة بيير دوبون دي ليتانج التابعة للفيلق السادس وبعض سلاح الخَيالة في معركة هاسلاش-جنجنجن في 11 أكتوبر. 
بحلول الحادي عشر، انتشرت فَيالق نابليون في شبكة واسعة لاصطياد قوات جيش ماك. وصل الفيلق الرابع التابع لنيكولاس سولت إلى لاندسبيرغ آم ليش وتحول شرقًا لقطع الطريق على ماك من تيرول. التقى الفيلق الأول لجان باتيست برنادوت والفيلق الثالث بقيادة لويس نيكولا دافوت في ميونيخ. كان فيلق أوغست مارمونت الثاني في أوغسبورغ. بدأ مورات وناي ولانيس والحرس الإمبراطوري في الاقتراب من أولم. أمر ماك فيلق فرانز فون ويرنيك بالسير إلى الشمال الشرقي، بينما غطى القائد النمساوي يوهان سيغيسموند ريش جناحه الأيمن في إلتشنجن. أرسل القائد النمساوي فيلق فرانز يلاسيتش جنوبًا باتجاه تيرول وأبقى بقية جيشه في أولم.

## المَعركة

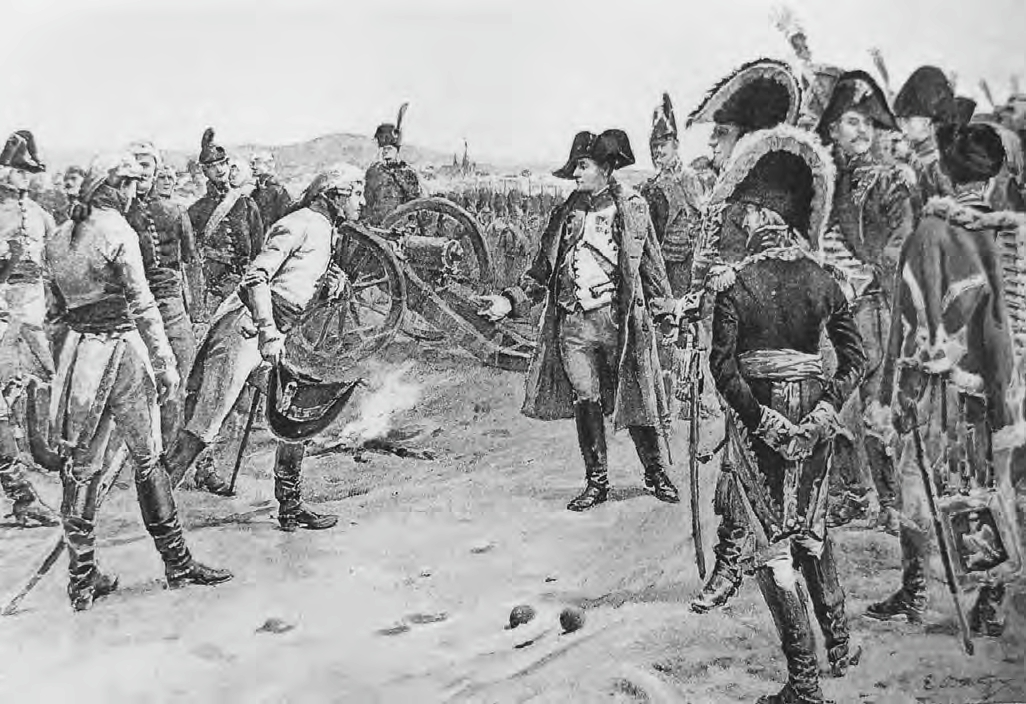
أستسلام ماك لنابليون في أولم بريشة بول إميل بوتيني.

في 14 أكتوبر، سَحق ناي فيلق القائد ريش في معركة إلتشنجن وطارد الناجين إلى أولم، وأكتشف مورات قوات القائد ويرنيك وطارده مع سلاح الخَيالة. خلال الأيام القليلة التالية، كان فيلق ويرنيك غارقًا في سلسلة من المَعارك في لانغناو وهربرشتينغن ونوردلينغن ونيرسهايم. في 18 أكتوبر، سلمَ يرنيك ما تبقى من قواته. فقط الأرشيدوق فرديناند كارل وعدد قليل من الجنرالات الآخرين هربوا إلى بوهيميا مع حوالي 1200 من سلاح الخَيالة.  في هذه الأثناء، قام سولت بتأمين استسلام 4600 نمساوي في ميمينجن وتأرجح شمالًا إلى نَحو قوات ماك في الجنوب. تسلل القائد النمساوي يلاتشيتش متجاوزًا سولت وهرب إلى الجنوب فقط ليتم تعقبه والقبض عليه في منتصف نوفمبر من قبل فيلق بيير أوجيرو السابع الذي وصل متأخرًا. بحلول 16 أكتوبر، حاصر نابليون جيش ماك بأكمله في أولم، وبعد أربعة أيام استسلم ماك مع 25000 رجل و 18 جنرالًا و 65 مَدفع و 40 معيارًا.
وهرب نحو 20 ألفاً، وقتل أو جرح 10 آلاف، وسُجن الباقون.  قُتل حوالي 500 فرنسي وجُرح 1000، وهو رقم ضئيل مقارنة مع هذا النَصر الحاسمة.  في أقل من 15 يومًا، قام الجيش الفَرنسي بتحييد 60 ألف نمساوي و 30 جنرالًا. عند الاستسلام، قَدم ماك سَيفه وقدم نفسه لنابليون على أنه «الجنرال ماك المؤسف». تمت محاكمة ماك محاكمة عسكرية وحكم عليه بالسجن لمدة عامين. 

## ما بَعدة الواقعة

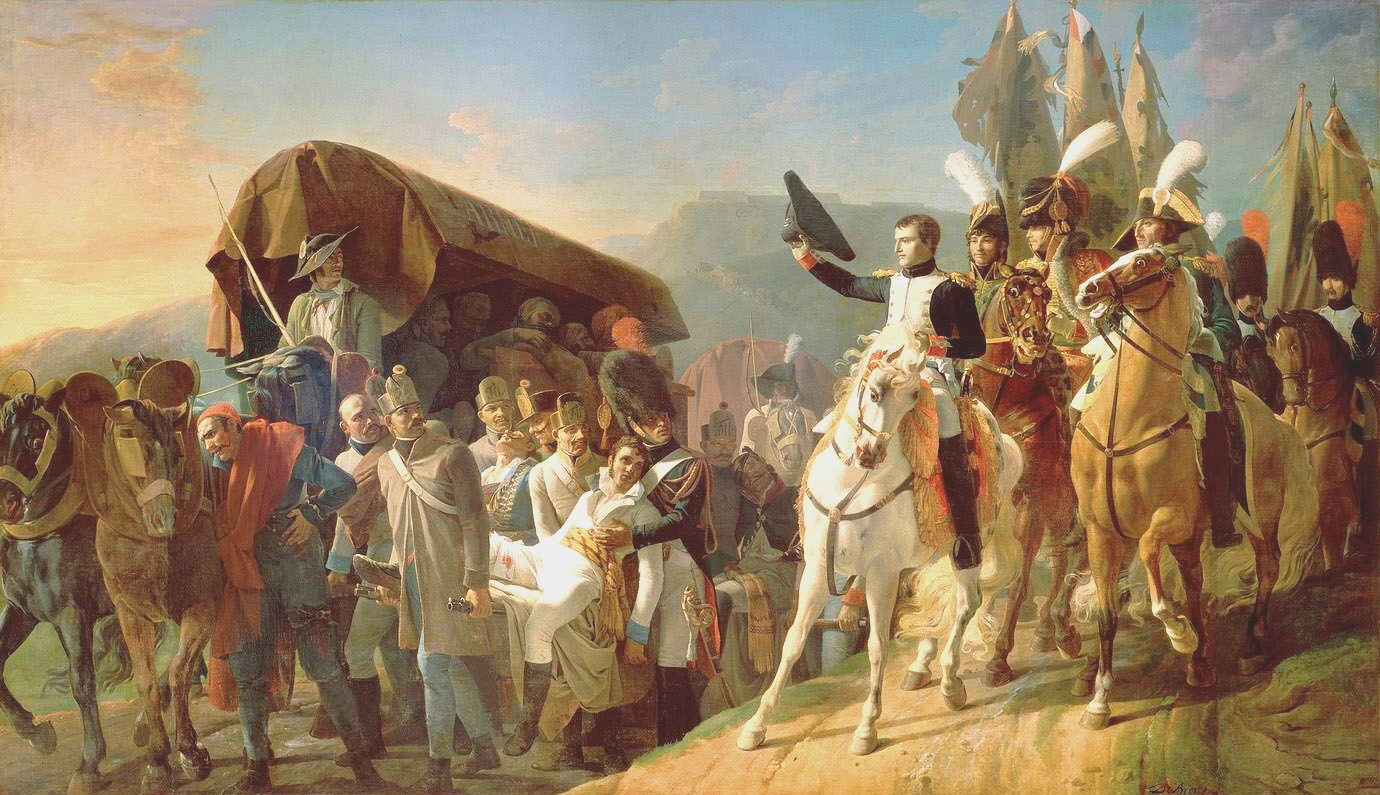
نابليون يحيي القوات النمساوية بعد أستسلامها.

تُعَتبر حَملة أولم مثالاً على الانتِصار الاسِتراتيجي، على الرغم منْ أن نابليون كان يمتلك بالفعل قوة متفوقة بالعَدد. إلى ان الحملة حُسِمت دون مَعركة كبيرة. وقع النمساويون في نفس الفخ الذي نصبه نابليون في معركة مارينغو، ولكن على عكس من مارينغو، نَجح الفخ. تم عمل كل شيء لإرباك العدو.
في إعلانه في نشرة الجيش الكبرى بتاريخ 21 أكتوبر 1805 قال نابليون: «جنود الجَيش الكبيرْ، وَعَدتُكم بمَعركة كبيرة، ولكن بفضل التَحرُكات السيئة للعدو، حصلت على نفس النجاح دون أي مخاطرة... في 15 يومًا فزنا بالحملة». 
من خلال هزيمة الجيش النمساوي، أمّن نابليون غزوه لفيينا، والتي كان من المقرر أن يتم الاستيلاء عليها بعد شهر. 

مثل معركة أوسترليتز، لا تزال حملة أولم تُدرس في المدارس العسكرية في جميع أنحاء العالم،  وستستمر في التأثير على القادة العسكريين حتى الوقت الحاضر، ومن الأمثلة البارزة على ذلك خطة شليفن التي طورتها ألمانيا من أجل تَغليف ما افترضوه وكانوا يتوقعون أنه سيكون قوات التحالف بقيادة فرنسا وانتصروا في الحرب العالمية الأولى.  يقول المؤرخ دوبوي عن المعركة في «موسوعة هاربر للتاريخ العسكري» أنها في الواقع «لمْ تكُن مَعركة؛ لقد كانَ انتصارًا استراتيجيًا كاملًا وساحقًا للغاية لدرجة أن هذهِ القَضية لم يَتُم التنازًُع عليها بجدية في القتال التكتيكي. أيضًا، افتتحت هذهِ الحَملة العام الأكثر إشراقًا في مَسيرة نابليون، فقد تَدرب جَيشُه على الكمال، وكانت خططه خالية منَ العيوب».

## المَراجع
1. 1 2  Fisher & Fremont-Barnes 2004، صفحة 41.
2. ↑  Maude 1912، صفحات 43–73، Chapter II. The French Army.
3. 1 2  Maude 1912، صفحات 1–43، Chapter I. The Austrian Army.
4. 1 2  Fisher & Fremont-Barnes 2004، صفحة 32.
5. 1 2 3  Nafziger 2002، صفحة 282، Ulm, Capitulation of. (-U-).
6. 1 2 3 4  Chandler 2009، صفحة 399، 35. Strategic Triumph-Ulm (Part Seven. From the Rhine to the Danube).
7. 1 2 3 4  Maude 1912، صفحات 252–264، Chapter IX. Conclusion.
8. 1 2  Connelly 2012، صفحات 118–141، 9. Subduing the European powers: Austerlitz – Jena-Auerstädt – Friedland, 1805–07.
9. 1 2  Allsbrook، John T. Turin، Dustin (المحرر). "Napoleon Bonaparte's Peak of Military Success: Ulm and Austerlitz". Inquiries Journal. بوسطن، ماساتشوستس, United States: Inquiries Journal/Student Pulse LLC/جامعة نورث إيسترن. ج. 4 ع. 9: 1–2. ISSN:2153-5760. مؤرشف من الأصل في 2016-10-06.
10. ↑  Connelly 2012، صفحات 107–117، 8. Marengo and the Grand Armée, 1800–1805.
11. ↑  Ralby، Aaron؛ وآخرون (Illustration by Andy Crisp) (2013). "6. Europe (The Napoleonic Period 1799–1815)". في Hamilton، Jill؛ Moore، Damien؛ Baile، Philippa؛ Youel، Duncan؛ Cardon، Nanette (المحررون). Atlas of world military history: From antiquity to the present day. باث، إنجلترا: Parragon/Moseley Road Inc. ص. 274–278. ISBN:978-1-4723-1236-5 – عبر أرشيف الإنترنت.
12. ↑  Chandler 2009، صفحة 382، 34. Plans and Preparations (Part Seven. From the Rhine to the Danube).
13. ↑  Schneid 2012، صفحات 35–50، 3. The Campaigns.
14. ↑  http://dcjack.org/kagan%20on%20ulm.html نسخة محفوظة 2021-10-07 على موقع واي باك مشين.
15. ↑  Fisher & Fremont-Barnes 2004، صفحة 31.
16. ↑  Mikaberidze 2020، صفحات 173–187، Chapter 9. The Elephant Against the Whale: France and Britain at War, 1803–1804.
17. 1 2 3  Chandler 2009، صفحات 382–389، 34. Plans and Preparations (Part Seven. From the Rhine to the Danube).
18. 1 2  Chandler 2009، صفحات 390–401، 35. Strategic Triumph-Ulm (Part Seven. From the Rhine to the Danube).
19. ↑  Chandler 2009، صفحة 186، 16. Grand Tactics on the Battlefield (Part Three. Napoleon's Art of War).
20. ↑  Mikaberidze 2020، صفحات 188–227، Chapter 10. The Emperor's Conquest, 1805–1807.
21. 1 2  Forster Groom & Co. Ltd. (1912). "Map of Central Europe showing the routes taken by Napoleon to defeat the allied Russo-Austrian army at the Battle of Ulm on 16–19 October 1805 and the Battle of Austerlitz in December 1805"  (Military map).  كتب في London. Sketch Map illustrating Napoleon's Campaign in 1805 (Ulm & Austerlitz). 1:1,600,000. Whitehall Campaign Series. رسم الخرائط من Forster Groom & Co. Ltd. كانبرا,  Australia: Forster Groom & Co. Ltd. ج. 11. مؤرشف من الأصل في 2021-10-07. اطلع عليه بتاريخ 2021-10-06 – عبر الدفين  [لغات أخرى]‏ (المكتبة الوطنية الأسترالية).
22. 1 2 3  Chandler 2009، صفحة 400، 35. Strategic Triumph-Ulm (Part Seven. From the Rhine to the Danube).
23. ↑  Gerges، Mark T. (26 نوفمبر 2020) [2016]. "Chapter 5 – 1805: Ulm and Austerlitz". في Leggiere، Michael V.؛ DeVries، Kelly؛ France، John؛ Neiberg، Michael S.؛ Schneid، Frederick (المحررون). Napoleon and the Operational Art of War: Essays in Honor of Donald D. Horward. History of Warfare (ط. 1st). لايدن، جنوب هولندا، هولندا: دار بريل للنشر. ج. 110. ص. 221–248. DOI:10.1163/9789004310032_007. ISBN:978-90-04-43441-7. LCCN:2015042278. مؤرشف من الأصل في 2021-10-24.
24. ↑  Horne 2012، صفحة 105، 7. Ulm: 2 September–21 October (Part Two: Austerlitz).
25. ↑  Blond, G. La Grande Armée. Castle Books, 1979. p. 59.
26. ↑  Haythornthwaite 1995، صفحة 68.
27. 1 2  Horne 2012، صفحات 116–128، 8. On to Vienna and Austerlitz: 21 October–28 November (Part Two: Austerlitz).
28. ↑  Chandler 2009، صفحة 402، 36. The Warriors of Holy Russia (Part Seven. From the Rhine to the Danube).
29. ↑  Macgregor، Douglas A. (1 ديسمبر 1992). Matthews، Lloyd J.؛ Todd، Gregory N.؛ Stouffer، Phyllis M.؛ Brown، John E.؛ Stone، Michael P.W.؛ Stofft، William A. (المحررون). "Future Battle: The Merging Levels of War" (PDF). الكلية الحربية الأمريكية. Parameters: Journal of the US Army War College. Carlisle Barracks (Carlisle, Pennsylvania): وزارة الدفاع. ج. XXII ع. 4: 33–46. ISSN:0031-1723. مؤرشف من الأصل (PDF) في 2021-10-06 – عبر مركز المعلومات التقانية الدفاعية  [لغات أخرى]‏.{{استشهاد بدورية محكمة}}:  صيانة الاستشهاد: علامات ترقيم زائدة (link)
30. ↑  Thompson، Philip S. (9 أبريل 1991). "III. The Lessons of History". في Barefield، Robert L.؛ McDonough، James R.؛ Brookes، Philip J. (المحررون). U.S. Army Deception Planning at the Operation Level of War (PDF). School of Advnaced Military Studies (Monograph  on operational deception at the Ulm Campaign of 1805 and Operation Mincemeat of 1943). Fort Leavenworth، كانساس: United States Army Command and General Staff College. ص. 11–23. مؤرشف من الأصل (PDF) في 2021-10-06. اطلع عليه بتاريخ 2021-10-06 – عبر مركز المعلومات التقانية الدفاعية  [لغات أخرى]‏.{{استشهاد بتقرير}}:  صيانة الاستشهاد: علامات ترقيم زائدة (link)
31. ↑  Brooks 2000، صفحة 156
"It is a historical cliché to compare the Schlieffen Plan with حنبعل tactical envelopment at Cannae (216 BC); Schlieffen owed more to Napoleon's strategic maneuver on Ulm (1805)"
32. ↑  Dupuy، R. Ernest؛ Dupuy، Trevor N. (1993) [1977]. The Harper Encyclopedia of Military History: From 3500 B.C. to the Present (ط. 4th). New York: هاربر كولنز. ص. 816. ISBN:0062700561. مؤرشف من الأصل في 2022-10-07.

- Chandler، David G.؛ وآخرون (Graphics and illustrations by Shelia Waters, design by Abe Lerner) (2009) [1966]. Lerner، Abe (المحرر). The Campaigns of Napoleon: The mind and method of history's greatest soldier (ط. 4th). New York City: سايمون وشوستر. ج. I. ISBN:978-1439131039. مؤرشف من الأصل في 2023-01-17. اطلع عليه بتاريخ 2021-09-26 – عبر كتب جوجل.
- Maude، Fredericn Natusche (1912). The Ulm Campaign, 1805: The Special Campaign Series. The Special Campaign Series (ط. 1st). London: George Allen & Company, Ltd. ج. XII. مؤرشف من الأصل في 2022-05-24 – عبر أرشيف الإنترنت.
- Nafziger، George F. (2002). Woronoff، Jon (المحرر). Historical Dictionary of the Napoleonic Era. Historical Dictionaries of Ancient Civilizations and Historical Eras (ط. 1st). Lanham, Maryland: Scarecrow Press. ج. 6. ISBN:978-0810866171. مؤرشف من الأصل في 2023-02-03 – عبر كتب جوجل.
- Haythornthwaite، Philip J. (1995) [1990]. Leventhal، Lionel (المحرر). The Napoleonic Source Book (ط. 3rd). London: Arms and Armour Press. ISBN:978-1854092878.
- Horne، Alistair (2012) [1979]. Napoleon: Master of Europe, 1805–1807 (ط. 9th). London: Hachette UK. ISBN:978-1780224572. مؤرشف من الأصل في 2021-10-14 – عبر كتب جوجل.
- Kagan، Frederick W.؛ وآخرون (Design by Lisa Kreinbrink) (2007) [2006]. The End of the Old Order: Napoleon and Europe, 1801–1805. Napoleon and Europe (ط. 2nd). كامبريدج، ماساتشوستس: Da Capo Press (Perseus Books Group). ج. I. ISBN:978-0306811371. مؤرشف من الأصل في 2022-04-07 – عبر كتب جوجل.
- Smith, Digby (1998). The Napoleonic Wars Data Book. London: Greenhill. ISBN:1853672769.
- Mikaberidze، Alexander (2020). The Napoleonic Wars: A Global History (ط. 1st). New York City: دار نشر جامعة أكسفورد. ISBN:978-0199951062. LCCN:2019019279. مؤرشف من الأصل في 2023-02-27. اطلع عليه بتاريخ 2021-10-06 – عبر كتب جوجل.
- Fisher، Todd؛ Fremont-Barnes، Gregory؛ وآخرون (Foreword by Bernard Cornwell) (2004). The Napoleonic Wars: The Rise and Fall of an Empire. Essential Histories Specials (ط. 1st). أكسفورد: أوسبري للنشر. ISBN:978-1841768311.
- Brooks، Richard (2000). Brooks، Richard؛ Drury، Ian (المحررون). Atlas of World Military History: The Art of War from Ancient Times to the Present Day (ط. 4th). New York City: بارنز أند نوبل. ISBN:978-0760720257.
- Forster Groom & Co. Ltd. (1912). "Map of Central Europe showing the routes taken by Napoleon to defeat the allied Russo-Austrian army at the Battle of Ulm on 16–19 October 1805 and the Battle of Austerlitz in December 1805"  (Military map).  كتب في كانبراh, Australia. Sketch Map illustrating Napoleon's Campaign in 1805 (Ulm & Austerlitz). 1:1,600,000. Whitehall Campaign Series. رسم الخرائط من Forster Groom & Co. Ltd. London: Forster Groom & Co. Ltd. ج. 11. مؤرشف من الأصل في 2022-07-02. اطلع عليه بتاريخ 2021-10-06 – عبر الدفين  [لغات أخرى]‏ (المكتبة الوطنية الأسترالية).
- Schneid، Frederick C. (2012). Napoleonic Wars: The Essential Bibliography. Essential bibliography series (ط. 1st). دولس: Potomac Books. ISBN:978-1597972093. OCLC:967521768. مؤرشف من الأصل في 2021-10-14. اطلع عليه بتاريخ 2021-10-06 – عبر كتب جوجل.